# Vasilij Jakusja
Vasilij Jakusja, född 30 juni 1958 i Kiev i Ukrainska SSR, Sovjetunionen, död 24 november 2020, var en belarusisk roddare som tävlade för Sovjetunionen.
Han tog OS-brons i dubbelsculler i samband med de olympiska roddtävlingarna 1988 i Seoul.